# Kerstin Reckenthäler
Kerstin Reckenthäler (* 19. Juni 1982) ist eine deutsche Handballtrainerin und ehemalige Handballspielerin.

## Karriere

### Als Spielerin
Kerstin Reckenthäler spielte ab ihrem 16. Lebensjahr beim DJK/MJC Trier. Anfangs lief sie für die Damenmannschaft in der 2. Bundesliga auf. Im Jahre 2000 stieg die Linkshänderin mit dem DJK/MJC Trier in die Bundesliga auf. In der Saison 2002/03 gewann sie die deutsche Meisterschaft.
Im April 2003 wurde Reckenthäler am Knie operiert, wobei Knorpel transplantiert sowie ihre X-Beinstellung korrigiert wurde. Nachdem die Außenspielerin im Januar 2004 wieder mit dem Training begonnen hatte, konnte sie nicht mehr schmerzfrei spielen. Im Jahre 2005 beendete sie im Alter von 23 Jahren ihre Karriere. Bis zu ihrem Karriereende bestritt sie 18 Länderspiele für die deutsche Nationalmannschaft.
Reckenthäler gewann mit der deutschen Juniorennationalmannschaft sowohl bei der U-17-Europameisterschaft 1999 als auch bei der U-20-Weltmeisterschaft 2001 die Bronzemedaille.

### Als Trainerin
Reckenthäler absolvierte nach ihrem Karriereende eine Ausbildung zur B-Trainerlizenz. Zunächst war sie in Rheinland-Pfalz in der Landesauswahl sowie beim DHB-Stützpunkt in Trier als Trainerin tätig. Im Januar 2011 wurde sie Nachwuchstrainerin bei Bayer 04 Leverkusen. Unter ihrer Leitung gewann die A-Jugend 2013 sowie 2014 die deutsche Meisterschaft und die 2. Damenmannschaft stieg in die 3. Liga auf. Nachdem Reckenthäler in der Saison 2014/15 pausierte, kehrte sie zu Bayer 04 Leverkusen zurück. 2016 und 2017 belegte die A-Jugend unter ihrer Führung jeweils den zweiten Platz bei den deutschen Meisterschaften. Im Mai 2017 absolvierte sie zudem erfolgreich die deutsche A-Trainerlizenz. Unter ihrer Leitung gewann Leverkusen 2018 die deutsche A-Jugendmeisterschaft. Anschließend war Reckenthäler nicht mehr als Trainerin im Nachwuchsbereich tätig und wurde Co-Trainerin der Bundesligamannschaft. Von diesem Amt trat sie im August 2018 zurück. Ende Oktober 2018 übernahm sie den Drittligisten HSV Solingen-Gräfrath.
Ende April 2019 konnte der HSV Solingen-Gräfrath unter der Führung von Kerstin Reckenthäler den Westdeutschen Meistertitel perfekt machen und damit den Aufstieg in die 2. Bundesliga realisieren. Vier Jahre später stieg die Mannschaft in die Bundesliga auf. Im Januar 2024 wurde ihr Vertrag in beiderseitigem Einvernehmen aufgelöst. Im Sommer 2024 übernahm sie den Zweitligisten Bergischer HC.

## Sonstiges
Reckenthäler arbeitet als Sportlehrerin.